# Jerukgulung (Kandangan)
Jerukgulung is een bestuurslaag in het regentschap Kediri van de provincie Oost-Java, Indonesië. Jerukgulung telt 2059 inwoners (volkstelling 2010).